# Gareth Southgate
Sir Gareth Southgate (Watford, 3 settembre 1970) è un allenatore di calcio ed ex calciatore inglese, di ruolo difensore.
Da calciatore ha giocato cinquantasette partite con la maglia della nazionale inglese, prendendo parte ad un campionato mondiale (1998) e due campionati europei (1996, 2000); dopo essersi ritirato dall'attività, è stato il commissario tecnico dei Tre Leoni dal 2016 al 2024, raggiungendo una semifinale del campionato mondiale (2018) e due finali consecutive del campionato europeo (2020, 2024).

## Biografia
Nato a Watford, nell'Hertfordshire, Southgate ha frequentato la Pound Hill Junior School e la Hazelwick School a Crawley, nel West Sussex. Da scolaretto ha sostenuto il Manchester United FC e il suo eroe del calcio era Bryan Robson. Ha lasciato la scuola con otto O-Levels con voti compresi tra A e C. Ha studiato al Croydon College tra il 1987 e il 1989. Ha conseguito con successo un certificato City & Guilds for Recreation and Leisure Industries come parte del Footballers Further Education & Vocational Training Society Youth Training Scheme (Programma di formazione giovanile della società di istruzione superiore e professionale dei calciatori).
Southgate ha sposato Alison Bird nel luglio 1997 nella chiesa di San Nicola a Worth; la coppia ha due figli. Southgate e la sua famiglia risiedono nella città termale di Harrogate, nel North Yorkshire, dall'inizio degli anni 2000, possedendo molte case dentro e intorno alla città, in particolare una grande residenza vittoriana nella Duchy Estate, prima di stabilirsi in una casa di campagna da 3,75 milioni di sterline distante 8 miglia dal centro della città.
Southgate è stato nominato Ufficiale dell'Ordine dell'Impero Britannico (OBE) in occasione delle 2019 New Year Honours per i servizi al calcio. Nell'aprile 2020, durante la pandemia di COVID-19, ha accettato di tagliare lo stipendio del 30%.

## Carriera

### Giocatore

#### Club
Giovanissimo, muove i primi passi nel settore giovanile del Southampton, in cui milita per due anni e mezzo, prima di lasciare il vivaio del club all'età di tredici anni.
Nel 1988 viene ingaggiato dal Crystal Palace, dove inizia come difensore di fascia destra e poi viene spostato a centrocampo. Dopo aver esordito in prima squadra nel 1990, si afferma come titolare nella stagione 1991-1992, in cui è capitano della compagine londinese, con la quale vince, nel 1993-1994, il campionato di First Division, la serie cadetta inglese. Nel 1994-1995 milita in Premier League con il Crystal Palace, che alla fine dell'annata retrocede; Southgate conclude, dunque, l'esperienza nelle file del club con 152 presenze in oltre quattro stagioni.
Prelevato dall'Aston Villa per 2,5 milioni di sterline nell'estate del 1995, viene spostato al centro della difesa e nel 1995-1996 vince la Coppa di Lega inglese, con i Villans che si qualificano alla Coppa UEFA. Negli anni a venire veste ancora la maglia dell'Aston Villa, non saltando neanche una partita di Premier League nel 1998-1999. Nel 1999-2000 raggiunge con i compagni, da capitano, la finale di Coppa d'Inghilterra, persa contro il Chelsea.
L'11 luglio 2001 si accasa al Middlesbrough in cambio di 6,5 milioni di sterline, sottoscrivendo un contratto quadriennale, voluto dall'allenatore Steve McClaren. Nel luglio 2002, dopo la partenza di Paul Ince, eredita da questi i gradi di capitano, nella cui veste si aggiudica la Coppa di Lega nel 2003-2004, divenendo il primo capitano del Boro a vincere un trofeo, grazie al successo contro il Bolton al Millennium Stadium di Cardiff. Rimane al Middlesbrough fino al 2007; la sua ultima partita da professionista risale al maggio 2006, quando scende in campo nella finale di Coppa UEFA persa contro il Siviglia al Philips Stadion di Eindhoven.

#### Nazionale
Ha vestito la maglia della nazionale per 57 volte, segnando in due occasioni. Ha partecipato a due edizioni degli europei (Inghilterra 1996 e Belgio-Paesi Bassi 2000) e a un'edizione dei mondiali (Francia 1998). All'europeo casalingo del 1996 l'Inghilterra arrivò fino alla semifinale, dove fu sconfitta dalla Germania ai tiri di rigore: fu di Southgate l'errore decisivo dal dischetto.

### Allenatore

#### Gli inizi
Southgate iniziò la carriera di allenatore nel giugno 2006, rilevando la guida del Middlesbrough da Steve McClaren, appena nominato commissario tecnico della nazionale inglese. La sua nomina suscitò numerose polemiche, giacché a quel tempo egli non era in possesso della licenza Pro UEFA, requisito minimo per gestire un club militante in un campionato di prima fascia. Venne dunque chiamata a pronunciarsi l'amministrazione della Premier League, che sei mesi dopo sancì la liceità della scelta del Middlesbrough: Southgate aveva, infatti, da poco concluso la propria carriera di giocatore a livello internazionale, durante la quale era stato materialmente impossibilitato a seguire i corsi di qualifica (che comunque provvide immediatamente ad assolvere, conseguendo i brevetti necessari).
Nella sua prima stagione in panchina Southgate guidò il Middlesbrough alla dodicesima posizione in Premier League; l'anno seguente, dopo un iniziale periodo di crisi e stazionamento in zona retrocessione, la squadra si riprese e, sulla falsariga di un anno prima, chiuse il campionato in tredicesima posizione (ottenendo tra l'altro una vittoria per 8-1 contro il Manchester City nel maggio 2008). Nel dicembre 2007 l'allenatore dell'Arsenal Arsène Wenger fu tra i primi a indicare Southgate come uno dei tecnici ritenuti in grado di allenare la nazionale inglese (che sotto la gestione McClaren aveva mancato la qualificazione a Euro 2008).
La stagione 2008-2009 si aprì all'insegna dei buoni risultati: nel mese di novembre il Middlesbrough di Southgate si era issato all'ottavo posto, a ridosso delle posizioni di testa. Di lì a poco la squadra incappò, però, in un drastico calo di rendimento, che infine la condusse alla retrocessione in Championship. La società scelse, tuttavia, di confermare la fiducia al tecnico, ma l'inizio del campionato 2009-2010 non venne ritenuto soddisfacente: il 20 ottobre 2009, pur col Middlesbrough al quarto posto e non lontano dalle squadre di testa, Southgate venne esonerato.

#### Nazionale inglese
Dopo circa quattro anni di inattività, il 22 agosto 2013 fu nominato selezionatore della propria nazionale under-21 dalla federcalcio inglese: ricoprì l'incarico fino all'autunno 2016, allorché venne promosso a commissario tecnico ad interim della nazionale maggiore, in sostituzione del dimissionario Sam Allardyce. Confermato in pianta stabile nel mese di novembre 2016 con un contratto quadriennale, guidò l'Inghilterra al quarto posto nel campionato del mondo 2018, al terzo posto nella UEFA Nations League 2018-2019 e al secondo posto nel campionato d'Europa 2020; in quest'ultima occasione gli inglesi persero ai rigori la finale giocata allo stadio casalingo di Wembley contro la nazionale italiana guidata da Roberto Mancini.
Nel 2021 riesce inoltre a centrare la qualificazione per i Mondiali in Qatar del 2022, dove l'Inghilterra raggiunge i quarti di finale prima di essere eliminata dalla Francia. Nel 2024, la nazionale inglese da lui guidata perse nuovamente la finale del campionato europeo, questa volta contro la nazionale spagnola per 2-1, e Southgate divenne quindi l'unico ct della storia ad avere perso due finali (peraltro consecutive) di un campionato d'Europa. 
Il 16 luglio 2024 si è dimesso, lasciando l'Inghilterra dopo quasi otto anni di carriera.

## Statistiche

### Presenze e reti nei club
| Stagione              | Squadra               | Campionato            | Campionato | Campionato | Coppe nazionali | Coppe nazionali | Coppe nazionali | Coppe continentali | Coppe continentali | Coppe continentali | Altre coppe | Altre coppe | Altre coppe | Totale | Totale |
| Stagione              | Squadra               | Comp                  | Pres       | Reti       | Comp            | Pres            | Reti            | Comp               | Pres               | Reti               | Comp        | Pres        | Reti        | Pres   | Reti   |
| --------------------- | --------------------- | --------------------- | ---------- | ---------- | --------------- | --------------- | --------------- | ------------------ | ------------------ | ------------------ | ----------- | ----------- | ----------- | ------ | ------ |
| 1990-1991             | Crystal Palace        | FD                    | 1          | 0          | FACup+CdL       | 0+1             | 0               | -                  | -                  | -                  | FMC         | 1           | 0           | 3      | 0      |
| 1991-1992             | Crystal Palace        | FD                    | 30         | 0          | FACup+CdL       | 0+6             | 0               | -                  | -                  | -                  | FMC         | 3           | 0           | 39     | 0      |
| 1992-1993             | Crystal Palace        | PL                    | 33         | 3          | FACup+CdL       | 0+6             | 2               | -                  | -                  | -                  | -           | -           | -           | 39     | 5      |
| 1993-1994             | Crystal Palace        | FD                    | 46         | 9          | FACup+CdL       | 1+4             | 0+3             | -                  | -                  | -                  | CAI         | 2           | 0           | 53     | 12     |
| 1994-1995             | Crystal Palace        | PL                    | 42         | 3          | FACup+CdL       | 8+7             | 0+2             | -                  | -                  | -                  | -           | -           | -           | 57     | 5      |
| Totale Crystal Palace | Totale Crystal Palace | Totale Crystal Palace | 152        | 15         |                 | 33              | 7               |                    | -                  | -                  |             | 6           | 0           | 191    | 22     |
| 1995-1996             | Aston Villa           | PL                    | 31         | 1          | FACup+CdL       | 4+8             | 0+1             | -                  | -                  | -                  | -           | -           | -           | 43     | 2      |
| 1996-1997             | Aston Villa           | PL                    | 28         | 1          | FACup+CdL       | 3+1             | 0               | CU                 | 2                  | 0                  | -           | -           | -           | 34     | 1      |
| 1997-1998             | Aston Villa           | PL                    | 32         | 0          | FACup+CdL       | 3+1             | 0               | CU                 | 7                  | 0                  | -           | -           | -           | 43     | 0      |
| 1998-1999             | Aston Villa           | PL                    | 38         | 1          | FACup+CdL       | 2+0             | 0               | CU                 | 4                  | 0                  | -           | -           | -           | 44     | 1      |
| 1999-2000             | Aston Villa           | PL                    | 31         | 2          | FACup+CdL       | 6+6             | 1+0             | -                  | -                  | -                  | -           | -           | -           | 43     | 3      |
| 2000-2001             | Aston Villa           | PL                    | 31         | 2          | FACup+CdL       | 2+1             | 0               | Int                | 2                  | 0                  | -           | -           | -           | 36     | 2      |
| Totale Aston Villa    | Totale Aston Villa    | Totale Aston Villa    | 191        | 7          |                 | 37              | 1               |                    | 15                 | 0                  |             | -           | -           | 243    | 8      |
| 2001-2002             | Middlesbrough         | PL                    | 37         | 1          | FACup+CdL       | 6+1             | 0               | -                  | -                  | -                  | -           | -           | -           | 44     | 1      |
| 2002-2003             | Middlesbrough         | PL                    | 36         | 2          | FACup+CdL       | 1+0             | 0               | -                  | -                  | -                  | -           | -           | -           | 37     | 2      |
| 2003-2004             | Middlesbrough         | PL                    | 27         | 1          | FACup+CdL       | 1+6             | 0               | -                  | -                  | -                  | -           | -           | -           | 34     | 1      |
| 2004-2005             | Middlesbrough         | PL                    | 36         | 0          | FACup+CdL       | 1+0             | 0               | CU                 | 10                 | 0                  | -           | -           | -           | 47     | 0      |
| 2005-2006             | Middlesbrough         | PL                    | 24         | 0          | FACup+CdL       | 7+2             | 0               | CU                 | 9                  | 0                  | -           | -           | -           | 42     | 0      |
| Totale Middelsbrough  | Totale Middelsbrough  | Totale Middelsbrough  | 160        | 4          |                 | 25              | 0               |                    | 19                 | 0                  |             | -           | -           | 204    | 4      |
| Totale carriera       | Totale carriera       | Totale carriera       | 503        | 26         |                 | 95              | 9               |                    | 34                 | 0                  |             | 6           | 0           | 638    | 35     |

### Cronologia presenze e reti in nazionale
| Cronologia completa delle presenze e delle reti in nazionale ― Inghilterra | Cronologia completa delle presenze e delle reti in nazionale ― Inghilterra | Cronologia completa delle presenze e delle reti in nazionale ― Inghilterra | Cronologia completa delle presenze e delle reti in nazionale ― Inghilterra | Cronologia completa delle presenze e delle reti in nazionale ― Inghilterra | Cronologia completa delle presenze e delle reti in nazionale ― Inghilterra | Cronologia completa delle presenze e delle reti in nazionale ― Inghilterra | Cronologia completa delle presenze e delle reti in nazionale ― Inghilterra |
| Data                                                                       | Città                                                                      | In casa                                                                    | Risultato                                                                  | Ospiti                                                                     | Competizione                                                               | Reti                                                                       | Note                                                                       |
| -------------------------------------------------------------------------- | -------------------------------------------------------------------------- | -------------------------------------------------------------------------- | -------------------------------------------------------------------------- | -------------------------------------------------------------------------- | -------------------------------------------------------------------------- | -------------------------------------------------------------------------- | -------------------------------------------------------------------------- |
| 12-12-1995                                                                 | Londra                                                                     | Inghilterra                                                                | 1 – 1                                                                      | Portogallo                                                                 | Amichevole                                                                 | -                                                                          | 79’                                                                        |
| 27-3-1996                                                                  | Londra                                                                     | Inghilterra                                                                | 1 – 0                                                                      | Bulgaria                                                                   | Amichevole                                                                 | -                                                                          |                                                                            |
| 18-5-1996                                                                  | Londra                                                                     | Inghilterra                                                                | 3 – 0                                                                      | Ungheria                                                                   | Amichevole                                                                 | -                                                                          | 12’                                                                        |
| 23-5-1996                                                                  | Pechino                                                                    | Cina                                                                       | 0 – 3                                                                      | Inghilterra                                                                | Amichevole                                                                 | -                                                                          |                                                                            |
| 8-6-1996                                                                   | Londra                                                                     | Inghilterra                                                                | 1 – 1                                                                      | Svizzera                                                                   | Euro 1996 - 1º turno                                                       | -                                                                          |                                                                            |
| 15-6-1996                                                                  | Londra                                                                     | Inghilterra                                                                | 2 – 0                                                                      | Scozia                                                                     | Euro 1996 - 1º turno                                                       | -                                                                          |                                                                            |
| 18-6-1996                                                                  | Londra                                                                     | Inghilterra                                                                | 4 – 1                                                                      | Paesi Bassi                                                                | Euro 1996 - 1º turno                                                       | -                                                                          | 90’                                                                        |
| 22-6-1996                                                                  | Londra                                                                     | Inghilterra                                                                | 0 – 0 dts (4 – 2 dtr)                                                      | Spagna                                                                     | Euro 1996 - Quarti di finale                                               | -                                                                          |                                                                            |
| 26-6-1996                                                                  | Londra                                                                     | Germania                                                                   | 0 – 0 dts (7 – 6 dtr)                                                      | Inghilterra                                                                | Euro 1996 - Semifinale                                                     | -                                                                          |                                                                            |
| 1-9-1996                                                                   | Chișinău                                                                   | Moldavia                                                                   | 0 – 3                                                                      | Inghilterra                                                                | Qual. Mondiali 1998                                                        | -                                                                          |                                                                            |
| 9-10-1996                                                                  | Londra                                                                     | Inghilterra                                                                | 2 – 1                                                                      | Polonia                                                                    | Qual. Mondiali 1998                                                        | -                                                                          | 62’                                                                        |
| 9-11-1996                                                                  | Tbilisi                                                                    | Georgia                                                                    | 0 – 2                                                                      | Inghilterra                                                                | Qual. Mondiali 1998                                                        | -                                                                          |                                                                            |
| 29-3-1997                                                                  | Londra                                                                     | Inghilterra                                                                | 2 – 0                                                                      | Messico                                                                    | Amichevole                                                                 | -                                                                          |                                                                            |
| 30-4-1997                                                                  | Londra                                                                     | Inghilterra                                                                | 2 – 0                                                                      | Georgia                                                                    | Qual. Mondiali 1998                                                        | -                                                                          | 87’                                                                        |
| 24-5-1997                                                                  | Manchester                                                                 | Inghilterra                                                                | 2 – 1                                                                      | Sudafrica                                                                  | Amichevole                                                                 | -                                                                          |                                                                            |
| 31-5-1997                                                                  | Chorzów                                                                    | Polonia                                                                    | 0 – 2                                                                      | Inghilterra                                                                | Qual. Mondiali 1998                                                        | -                                                                          |                                                                            |
| 4-6-1997                                                                   | Nantes                                                                     | Italia                                                                     | 0 – 2                                                                      | Inghilterra                                                                | Amichevole                                                                 | -                                                                          |                                                                            |
| 7-6-1997                                                                   | Montpellier                                                                | Francia                                                                    | 0 – 1                                                                      | Inghilterra                                                                | Amichevole                                                                 | -                                                                          |                                                                            |
| 10-6-1997                                                                  | Parigi                                                                     | Inghilterra                                                                | 0 – 1                                                                      | Brasile                                                                    | Amichevole                                                                 | -                                                                          |                                                                            |
| 10-9-1997                                                                  | Londra                                                                     | Inghilterra                                                                | 4 – 0                                                                      | Moldavia                                                                   | Qual. Mondiali 1998                                                        | -                                                                          |                                                                            |
| 11-10-1997                                                                 | Roma                                                                       | Italia                                                                     | 0 – 0                                                                      | Inghilterra                                                                | Qual. Mondiali 1998                                                        | -                                                                          | 85’                                                                        |
| 15-11-1997                                                                 | Londra                                                                     | Inghilterra                                                                | 2 – 0                                                                      | Camerun                                                                    | Amichevole                                                                 | -                                                                          | 38’                                                                        |
| 25-3-1998                                                                  | Berna                                                                      | Svizzera                                                                   | 1 – 1                                                                      | Inghilterra                                                                | Amichevole                                                                 | -                                                                          |                                                                            |
| 23-5-1998                                                                  | Londra                                                                     | Inghilterra                                                                | 0 – 0                                                                      | Arabia Saudita                                                             | Amichevole                                                                 | -                                                                          |                                                                            |
| 27-5-1998                                                                  | Casablanca                                                                 | Marocco                                                                    | 0 – 1                                                                      | Inghilterra                                                                | Amichevole                                                                 | -                                                                          |                                                                            |
| 15-6-1998                                                                  | Marsiglia                                                                  | Inghilterra                                                                | 2 – 0                                                                      | Tunisia                                                                    | Mondiali 1998 - 1º turno                                                   | -                                                                          |                                                                            |
| 30-6-1998                                                                  | Saint-Étienne                                                              | Argentina                                                                  | 2 – 2 dts (6 – 5 dtr)                                                      | Inghilterra                                                                | Mondiali 1998 - Ottavi di finale                                           | -                                                                          | 71’                                                                        |
| 5-9-1998                                                                   | Solna                                                                      | Svezia                                                                     | 2 – 1                                                                      | Inghilterra                                                                | Qual. Euro 2000                                                            | -                                                                          |                                                                            |
| 10-10-1998                                                                 | Londra                                                                     | Inghilterra                                                                | 0 – 0                                                                      | Bulgaria                                                                   | Qual. Euro 2000                                                            | -                                                                          |                                                                            |
| 14-10-1998                                                                 | Lussemburgo                                                                | Lussemburgo                                                                | 0 – 3                                                                      | Inghilterra                                                                | Qual. Euro 2000                                                            | 1                                                                          |                                                                            |
| 9-6-1999                                                                   | Sofia                                                                      | Bulgaria                                                                   | 1 – 1                                                                      | Inghilterra                                                                | Qual. Euro 2000                                                            | -                                                                          | 19’                                                                        |
| 10-10-1999                                                                 | Sunderland                                                                 | Inghilterra                                                                | 2 – 1                                                                      | Belgio                                                                     | Amichevole                                                                 | -                                                                          |                                                                            |
| 17-11-1999                                                                 | Londra                                                                     | Inghilterra                                                                | 0 – 1                                                                      | Scozia                                                                     | Qual. Euro 2000                                                            | -                                                                          |                                                                            |
| 23-2-2000                                                                  | Londra                                                                     | Inghilterra                                                                | 0 – 0                                                                      | Argentina                                                                  | Amichevole                                                                 | -                                                                          |                                                                            |
| 31-5-2000                                                                  | Londra                                                                     | Inghilterra                                                                | 2 – 0                                                                      | Ucraina                                                                    | Amichevole                                                                 | -                                                                          |                                                                            |
| 3-6-2000                                                                   | Ta' Qali                                                                   | Malta                                                                      | 1 – 2                                                                      | Inghilterra                                                                | Amichevole                                                                 | -                                                                          | 57’                                                                        |
| 20-6-2000                                                                  | Charleroi                                                                  | Romania                                                                    | 3 – 2                                                                      | Inghilterra                                                                | Euro 2000 - 1º turno                                                       | -                                                                          | 81’                                                                        |
| 2-9-2000                                                                   | Saint-Denis                                                                | Francia                                                                    | 1 – 1                                                                      | Inghilterra                                                                | Amichevole                                                                 | -                                                                          | 46’                                                                        |
| 7-10-2000                                                                  | Londra                                                                     | Inghilterra                                                                | 0 – 1                                                                      | Germania                                                                   | Qual. Mondiali 2002                                                        | -                                                                          |                                                                            |
| 11-10-2000                                                                 | Helsinki                                                                   | Finlandia                                                                  | 0 – 0                                                                      | Inghilterra                                                                | Qual. Mondiali 2002                                                        | -                                                                          |                                                                            |
| 15-11-2000                                                                 | Torino                                                                     | Italia                                                                     | 1 – 0                                                                      | Inghilterra                                                                | Amichevole                                                                 | -                                                                          |                                                                            |
| 25-5-2001                                                                  | Derby                                                                      | Inghilterra                                                                | 4 – 0                                                                      | Messico                                                                    | Amichevole                                                                 | -                                                                          | 46’                                                                        |
| 15-8-2001                                                                  | Londra                                                                     | Inghilterra                                                                | 0 – 2                                                                      | Paesi Bassi                                                                | Amichevole                                                                 | -                                                                          | 46’                                                                        |
| 10-11-2001                                                                 | Manchester                                                                 | Inghilterra                                                                | 1 – 1                                                                      | Svezia                                                                     | Amichevole                                                                 | -                                                                          |                                                                            |
| 13-2-2002                                                                  | Amsterdam                                                                  | Paesi Bassi                                                                | 1 – 1                                                                      | Inghilterra                                                                | Amichevole                                                                 | -                                                                          | 46’                                                                        |
| 27-3-2002                                                                  | Leeds                                                                      | Inghilterra                                                                | 1 – 2                                                                      | Italia                                                                     | Amichevole                                                                 | -                                                                          | 46’                                                                        |
| 17-4-2002                                                                  | Liverpool                                                                  | Inghilterra                                                                | 4 – 0                                                                      | Paraguay                                                                   | Amichevole                                                                 | -                                                                          | 68’                                                                        |
| 21-5-2002                                                                  | Seogwipo                                                                   | Corea del Sud                                                              | 1 – 1                                                                      | Inghilterra                                                                | Amichevole                                                                 | -                                                                          | 46’                                                                        |
| 26-5-2002                                                                  | Kōbe                                                                       | Inghilterra                                                                | 2 – 2                                                                      | Camerun                                                                    | Amichevole                                                                 | -                                                                          | 46’                                                                        |
| 7-9-2002                                                                   | Birmingham                                                                 | Inghilterra                                                                | 1 – 1                                                                      | Portogallo                                                                 | Amichevole                                                                 | -                                                                          |                                                                            |
| 12-10-2002                                                                 | Bratislava                                                                 | Slovacchia                                                                 | 1 – 2                                                                      | Inghilterra                                                                | Qual. Euro 2004                                                            | -                                                                          |                                                                            |
| 29-3-2003                                                                  | Vaduz                                                                      | Liechtenstein                                                              | 0 – 2                                                                      | Inghilterra                                                                | Qual. Euro 2004                                                            | -                                                                          |                                                                            |
| 22-5-2003                                                                  | Durban                                                                     | Sudafrica                                                                  | 1 – 2                                                                      | Inghilterra                                                                | Amichevole                                                                 | 1                                                                          |                                                                            |
| 3-6-2003                                                                   | Leicester                                                                  | Inghilterra                                                                | 2 – 1                                                                      | Serbia e Montenegro                                                        | Amichevole                                                                 | -                                                                          | 46’                                                                        |
| 11-6-2003                                                                  | Middlesbrough                                                              | Inghilterra                                                                | 2 – 1                                                                      | Slovacchia                                                                 | Qual. Euro 2004                                                            | -                                                                          |                                                                            |
| 18-2-2004                                                                  | Faro                                                                       | Portogallo                                                                 | 1 – 1                                                                      | Inghilterra                                                                | Amichevole                                                                 | -                                                                          |                                                                            |
| 31-3-2004                                                                  | Göteborg                                                                   | Svezia                                                                     | 1 – 0                                                                      | Inghilterra                                                                | Amichevole                                                                 | -                                                                          | 46’                                                                        |
| Totale                                                                     |                                                                            | Presenze                                                                   | 57                                                                         |                                                                            | Reti                                                                       | 2                                                                          |                                                                            |

### Statistiche da allenatore

#### Club
Statistiche aggiornate al 20 ottobre 2009.
| Stagione        | Squadra         | Campionato      | Campionato | Campionato | Campionato | Campionato | Coppe nazionali | Coppe nazionali | Coppe nazionali | Coppe nazionali | Coppe nazionali | Coppe continentali | Coppe continentali | Coppe continentali | Coppe continentali | Coppe continentali | Altre coppe | Altre coppe | Altre coppe | Altre coppe | Altre coppe | Totale | Totale | Totale | Totale | % Vittorie | Piazzamento |
| Stagione        | Squadra         | Comp            | G          | V          | N          | P          | Comp            | G               | V               | N               | P               | Comp               | G                  | V                  | N                  | P                  | Comp        | G           | V           | N           | P           | G      | V      | N      | P      | %          | Piazzamento |
| --------------- | --------------- | --------------- | ---------- | ---------- | ---------- | ---------- | --------------- | --------------- | --------------- | --------------- | --------------- | ------------------ | ------------------ | ------------------ | ------------------ | ------------------ | ----------- | ----------- | ----------- | ----------- | ----------- | ------ | ------ | ------ | ------ | ---------- | ----------- |
| 2006-2007       | Middlesbrough   | PL              | 38         | 12         | 10         | 16         | FACup+CdL       | 8+1             | 1+0             | 6+0             | 1+1             | -                  | -                  | -                  | -                  | -                  | -           | -           | -           | -           | -           | 47     | 13     | 16     | 18     | 27,66      | 12º         |
| 2007-2008       | Middlesbrough   | PL              | 38         | 10         | 12         | 16         | FACup+CdL       | 5+2             | 3+1             | 1+0             | 1+1             | -                  | -                  | -                  | -                  | -                  | -           | -           | -           | -           | -           | 45     | 14     | 13     | 18     | 31,11      | 13º         |
| 2008-2009       | Middlesbrough   | PL              | 38         | 7          | 11         | 20         | FACup+CdL       | 5+2             | 3+1             | 1+0             | 1+1             | -                  | -                  | -                  | -                  | -                  | -           | -           | -           | -           | -           | 45     | 11     | 12     | 22     | 24,44      | 19º (retr.) |
| lug.-ott. 2009  | Middlesbrough   | FLC             | 13         | 7          | 2          | 4          | FACup+CdL       | 0+1             | 0               | 0               | 1               | -                  | -                  | -                  | -                  | -                  | -           | -           | -           | -           | -           | 14     | 7      | 2      | 5      | 50,00      | Eson.       |
| Totale carriera | Totale carriera | Totale carriera | 127        | 36         | 35         | 56         |                 | 24              | 9               | 8               | 7               |                    | -                  | -                  | -                  | -                  |             | -           | -           | -           | -           | 151    | 45     | 43     | 63     | 29,80      |             |

#### Nazionale nel dettaglio
Statistiche aggiornate al 14 luglio 2024.
| 2016               | Inghilterra        | Qual. Mondiali 2018           | 1º nel Gruppo F, qualificato                       | 3   | 2  | 1  | 0  | 66,67 | 5   | 0  | +5   |
| 2017               | Inghilterra        | Qual. Mondiali 2018           | 1º nel Gruppo F, qualificato                       | 6   | 5  | 1  | 0  | 83,33 | 12  | 3  | +9   |
| giu. 2018          | Inghilterra        | Mondiale 2018                 | 4º                                                 | 7   | 3  | 1  | 3  | 42,86 | 12  | 8  | +4   |
| 2018               | Inghilterra        | UEFA Nations League 2018-2019 | 1º nel Gruppo 4 della Lega A, alle final four (3º) | 4   | 2  | 1  | 1  | 50,00 | 6   | 5  | +1   |
| 2019               | Inghilterra        | UEFA Nations League 2018-2019 | 1º nel Gruppo 4 della Lega A, alle final four (3º) | 2   | 0  | 1  | 1  | &0,00 | 1   | 3  | -2   |
| 2019               | Inghilterra        | Qual. Euro 2020               | 1º nel Gruppo A, qualificato                       | 8   | 7  | 0  | 1  | 87,50 | 37  | 6  | +31  |
| 2020               | Inghilterra        | UEFA Nations League 2020-2021 | 3º nel Gruppo 2 della Lega A                       | 6   | 3  | 1  | 2  | 50,00 | 7   | 4  | +3   |
| 2021               | Inghilterra        | Qual. Mondiali 2022           | 1º nel Gruppo I, qualificato                       | 10  | 8  | 2  | 0  | 80,00 | 39  | 3  | +36  |
| giu.-lug. 2021     | Inghilterra        | Europeo 2020                  | 2º                                                 | 7   | 5  | 2  | 0  | 71,43 | 11  | 2  | +9   |
| 2022               | Inghilterra        | UEFA Nations League 2022-2023 | 4º nel Gruppo 3 della Lega A, retrocesso in Lega B | 6   | 0  | 3  | 3  | &0,00 | 4   | 10 | -6   |
| nov.-dic. 2022     | Inghilterra        | Mondiale 2022                 | Quarti di finale                                   | 5   | 3  | 1  | 1  | 60,00 | 13  | 4  | +9   |
| 2023               | Inghilterra        | Qual. Euro 2024               | 1º nel Gruppo C, qualificato                       | 8   | 6  | 2  | 0  | 75,00 | 22  | 4  | +18  |
| giu.-lug. 2024     | Inghilterra        | Europeo 2024                  | 2º                                                 | 7   | 3  | 3  | 1  | 42,86 | 8   | 6  | +2   |
| Dal 2016           | Inghilterra        | Amichevoli                    |                                                    | 23  | 14 | 5  | 4  | 60,87 | 36  | 14 | +22  |
| Totale Inghilterra | Totale Inghilterra | Totale Inghilterra            | Totale Inghilterra                                 | 102 | 61 | 24 | 17 | 59,80 | 213 | 72 | +141 |

#### Panchine da commissario tecnico della nazionale inglese
| Cronologia completa delle presenze e delle reti in nazionale ― Inghilterra | Cronologia completa delle presenze e delle reti in nazionale ― Inghilterra | Cronologia completa delle presenze e delle reti in nazionale ― Inghilterra | Cronologia completa delle presenze e delle reti in nazionale ― Inghilterra | Cronologia completa delle presenze e delle reti in nazionale ― Inghilterra | Cronologia completa delle presenze e delle reti in nazionale ― Inghilterra | Cronologia completa delle presenze e delle reti in nazionale ― Inghilterra                           | Cronologia completa delle presenze e delle reti in nazionale ― Inghilterra |
| Data                                                                       | Città                                                                      | In casa                                                                    | Risultato                                                                  | Ospiti                                                                     | Competizione                                                               | Reti                                                                                                 | Note                                                                       |
| -------------------------------------------------------------------------- | -------------------------------------------------------------------------- | -------------------------------------------------------------------------- | -------------------------------------------------------------------------- | -------------------------------------------------------------------------- | -------------------------------------------------------------------------- | --- | -------------------------------------------------------------------------- |
| 8-10-2016                                                                  | Londra                                                                     | Inghilterra                                                                | 2 – 0                                                                      | Malta                                                                      | Qual. Mondiali 2018                                                        | Daniel Sturridge Dele Alli                                                                           | Cap: W. Rooney                                                             |
| 11-10-2016                                                                 | Lubiana                                                                    | Slovenia                                                                   | 0 – 0                                                                      | Inghilterra                                                                | Qual. Mondiali 2018                                                        | - | Cap: J. Henderson                                                          |
| 11-11-2016                                                                 | Londra                                                                     | Inghilterra                                                                | 3 – 0                                                                      | Scozia                                                                     | Qual. Mondiali 2018                                                        | Daniel Sturridge Adam Lallana Gary Cahill                                                            | Cap: W. Rooney                                                             |
| 15-11-2016                                                                 | Londra                                                                     | Inghilterra                                                                | 2 – 2                                                                      | Spagna                                                                     | Amichevole                                                                 | Adam Lallana (rig.) Jamie Vardy                                                                      | Cap: J. Henderson                                                          |
| 22-3-2017                                                                  | Dortmund                                                                   | Germania                                                                   | 1 – 0                                                                      | Inghilterra                                                                | Amichevole                                                                 | - | Cap: G. Cahill                                                             |
| 26-3-2017                                                                  | Londra                                                                     | Inghilterra                                                                | 2 – 0                                                                      | Lituania                                                                   | Qual. Mondiali 2018                                                        | Jermain Defoe Jamie Vardy                                                                            | Cap: J. Hart                                                               |
| 10-6-2017                                                                  | Glasgow                                                                    | Scozia                                                                     | 2 – 2                                                                      | Inghilterra                                                                | Qual. Mondiali 2018                                                        | - | Cap: H. Kane                                                               |
| 13-6-2017                                                                  | Saint-Denis                                                                | Francia                                                                    | 3 – 2                                                                      | Inghilterra                                                                | Amichevole                                                                 | 2 Harry Kane (1 rig.)                                                                                | Cap: H. Kane                                                               |
| 1-9-2017                                                                   | Attard                                                                     | Malta                                                                      | 0 – 4                                                                      | Inghilterra                                                                | Qual. Mondiali 2018                                                        | 2 Harry Kane Ryan Bertrand Danny Welbeck                                                             | Cap: J. Henderson                                                          |
| 4-9-2017                                                                   | Londra                                                                     | Inghilterra                                                                | 2 – 1                                                                      | Slovacchia                                                                 | Qual. Mondiali 2018                                                        | Eric Dier Marcus Rashford                                                                            | Cap: J. Henderson                                                          |
| 5-10-2017                                                                  | Londra                                                                     | Inghilterra                                                                | 1 – 0                                                                      | Slovenia                                                                   | Qual. Mondiali 2018                                                        | Harry Kane                                                                                           | Cap: H. Kane                                                               |
| 8-10-2017                                                                  | Vilnius                                                                    | Lituania                                                                   | 0 – 1                                                                      | Inghilterra                                                                | Qual. Mondiali 2018                                                        | Harry Kane (rig.)                                                                                    | Cap: H. Kane                                                               |
| 10-11-2017                                                                 | Londra                                                                     | Inghilterra                                                                | 0 – 0                                                                      | Germania                                                                   | Amichevole                                                                 | - | Cap: E. Dier                                                               |
| 14-11-2017                                                                 | Londra                                                                     | Inghilterra                                                                | 0 – 0                                                                      | Brasile                                                                    | Amichevole                                                                 | - | Cap: E. Dier                                                               |
| 23-3-2018                                                                  | Amsterdam                                                                  | Paesi Bassi                                                                | 0 – 1                                                                      | Inghilterra                                                                | Amichevole                                                                 | Jesse Lingard                                                                                        | Cap: J. Henderson                                                          |
| 27-3-2018                                                                  | Londra                                                                     | Inghilterra                                                                | 1 – 1                                                                      | Italia                                                                     | Amichevole                                                                 | Jamie Vardy                                                                                          | Cap: E. Dier                                                               |
| 2-6-2018                                                                   | Londra                                                                     | Inghilterra                                                                | 2 – 1                                                                      | Nigeria                                                                    | Amichevole                                                                 | Gary Cahill Harry Kane                                                                               | Cap: H. Kane                                                               |
| 7-6-2018                                                                   | Leeds                                                                      | Inghilterra                                                                | 2 – 0                                                                      | Costa Rica                                                                 | Amichevole                                                                 | Marcus Rashford Danny Welbeck                                                                        | Cap: J. Henderson                                                          |
| 18-6-2018                                                                  | Volgograd                                                                  | Tunisia                                                                    | 1 – 2                                                                      | Inghilterra                                                                | Mondiali 2018 - 1º turno                                                   | 2 Harry Kane                                                                                         | Cap: H. Kane                                                               |
| 24-6-2018                                                                  | Nižnij Novgorod                                                            | Inghilterra                                                                | 6 – 1                                                                      | Panama                                                                     | Mondiali 2018 - 1º turno                                                   | 3 Harry Kane (2 rig.) 2 John Stones Jesse Lingard                                                    | Cap: H. Kane                                                               |
| 28-6-2018                                                                  | Kaliningrad                                                                | Inghilterra                                                                | 0 – 1                                                                      | Belgio                                                                     | Mondiali 2018 - 1º turno                                                   | - | Cap:E. Dier                                                                |
| 3-7-2018                                                                   | Mosca                                                                      | Colombia                                                                   | 1 – 1 dts (3 – 4 dtr)                                                      | Inghilterra                                                                | Mondiali 2018 - Ottavi di finale                                           | Harry Kane (rig.)                                                                                    | Cap: H. Kane                                                               |
| 7-7-2018                                                                   | Samara                                                                     | Svezia                                                                     | 0 – 2                                                                      | Inghilterra                                                                | Mondiali 2018 - Quarti di finale                                           | Dele Alli Harry Maguire                                                                              | Cap: H. Kane                                                               |
| 11-7-2018                                                                  | Mosca                                                                      | Croazia                                                                    | 2 – 1 dts                                                                  | Inghilterra                                                                | Mondiali 2018 - Semifinali                                                 | Kieran Trippier                                                                                      | Cap: H. Kane                                                               |
| 14-7-2018                                                                  | San Pietroburgo                                                            | Belgio                                                                     | 2 – 0                                                                      | Inghilterra                                                                | Mondiali 2018 - Finale 3º posto                                            | - | Cap: H. Kane                                                               |
| 8-9-2018                                                                   | Londra                                                                     | Inghilterra                                                                | 1 – 2                                                                      | Spagna                                                                     | UEFA Nations League 2018-2019 - 1º turno                                   | Marcus Rashford                                                                                      | Cap:H. Kane                                                                |
| 11-9-2018                                                                  | Leicester                                                                  | Inghilterra                                                                | 1 – 0                                                                      | Svizzera                                                                   | Amichevole                                                                 | Marcus Rashford                                                                                      | Cap: E. Dier                                                               |
| 12-10-2018                                                                 | Fiume                                                                      | Croazia                                                                    | 0 – 0                                                                      | Inghilterra                                                                | UEFA Nations League 2018-2019 - 1º turno                                   | - | Cap:H. Kane                                                                |
| 15-10-2018                                                                 | Siviglia                                                                   | Spagna                                                                     | 2 – 3                                                                      | Inghilterra                                                                | UEFA Nations League 2018-2019 - 1º turno                                   | 2 Raheem Sterling Marcus Rashford                                                                    | Cap:H. Kane                                                                |
| 15-11-2018                                                                 | Londra                                                                     | Inghilterra                                                                | 3 – 0                                                                      | Stati Uniti                                                                | Amichevole                                                                 | Jesse Lingard Trent Alexander-Arnold Callum Wilson                                                   | Cap: F. Delph                                                              |
| 18-11-2018                                                                 | Londra                                                                     | Inghilterra                                                                | 2 – 1                                                                      | Croazia                                                                    | UEFA Nations League 2018-2019 - 1º turno                                   | Jesse Lingard Harry Kane                                                                             | Cap:H. Kane                                                                |
| 22-3-2019                                                                  | Londra                                                                     | Inghilterra                                                                | 5 – 0                                                                      | Rep. Ceca                                                                  | Qual. Euro 2020                                                            | 3 Raheem Sterling Harry Kane (rig.) autorete                                                         | Cap:H. Kane                                                                |
| 25-3-2019                                                                  | Podgorica                                                                  | Montenegro                                                                 | 1 – 5                                                                      | Inghilterra                                                                | Qual. Euro 2020                                                            | 2 Ross Barkley Michael Keane Harry Kane Raheem Sterling                                              | Cap:H. Kane                                                                |
| 6-6-2019                                                                   | Guimarães                                                                  | Paesi Bassi                                                                | 3 – 1 dts                                                                  | Inghilterra                                                                | UEFA Nations League 2018-2019 - Semifinale                                 | Marcus Rashford                                                                                      | Cap: R. Sterling                                                           |
| 9-6-2019                                                                   | Guimarães                                                                  | Svizzera                                                                   | 0 – 0 dts (5 – 6 dtr)                                                      | Inghilterra                                                                | UEFA Nations League 2018-2019 - Finale 3º-4º posto                         | - | Cap: H. Kane                                                               |
| 7-9-2019                                                                   | Londra                                                                     | Inghilterra                                                                | 4 – 0                                                                      | Bulgaria                                                                   | Qual. Euro 2020                                                            | 3 Harry Kane Raheem Sterling                                                                         | Cap: H. Kane                                                               |
| 10-9-2019                                                                  | Southampton                                                                | Inghilterra                                                                | 5 – 3                                                                      | Kosovo                                                                     | Qual. Euro 2020                                                            | Raheem Sterling Harry Kane Mërgim Vojvoda (a.r.) 2 Jadon Sancho                                      | Cap: H. Kane                                                               |
| 11-10-2019                                                                 | Praga                                                                      | Rep. Ceca                                                                  | 2 – 1                                                                      | Inghilterra                                                                | Qual. Euro 2020                                                            | H. Kane                                                                                              | Cap: H. Kane                                                               |
| 14-10-2019                                                                 | Sofia                                                                      | Bulgaria                                                                   | 0 – 6                                                                      | Inghilterra                                                                | Qual. Euro 2020                                                            | Marcus Rashford 2 Ross Barkley 2 Raheem Sterling Harry Kane                                          | Cap: H. Kane                                                               |
| 14-11-2019                                                                 | Londra                                                                     | Inghilterra                                                                | 7 – 0                                                                      | Montenegro                                                                 | Qual. Euro 2020                                                            | Alex Oxlade-Chamberlain 3 Harry Kane Marcus Rashford Aleksandar Sofranac (a.r.) Tammy Abraham        | Cap: H. Kane                                                               |
| 17-11-2019                                                                 | Pristina                                                                   | Kosovo                                                                     | 0 – 4                                                                      | Inghilterra                                                                | Qual. Euro 2020                                                            | Harry Winks Harry Kane Marcus Rashford Mason Mount                                                   | Cap: H. Kane                                                               |
| 5-9-2020                                                                   | Reykjavík                                                                  | Islanda                                                                    | 0 – 1                                                                      | Inghilterra                                                                | UEFA Nations League 2020-2021 - 1º turno                                   | Raheem Sterling                                                                                      | Cap: H. Kane                                                               |
| 8-9-2020                                                                   | Copenaghen                                                                 | Danimarca                                                                  | 0 – 0                                                                      | Inghilterra                                                                | UEFA Nations League 2020-2021 - 1º turno                                   | - | Cap: H. Kane                                                               |
| 8-10-2020                                                                  | Londra                                                                     | Inghilterra                                                                | 3 – 0                                                                      | Galles                                                                     | Amichevole                                                                 | Dominic Calvert-Lewin Conor Coady Danny Ings                                                         | Cap: K. Trippier                                                           |
| 11-10-2020                                                                 | Londra                                                                     | Inghilterra                                                                | 2 – 1                                                                      | Belgio                                                                     | UEFA Nations League 2020-2021 - 1º turno                                   | Marcus Rashford Mason Mount                                                                          | Cap: J. Henderson                                                          |
| 14-10-2020                                                                 | Londra                                                                     | Inghilterra                                                                | 0 – 1                                                                      | Danimarca                                                                  | UEFA Nations League 2020-2021 - 1º turno                                   | - | Cap: H. Kane                                                               |
| 12-11-2020                                                                 | Londra                                                                     | Inghilterra                                                                | 3 – 0                                                                      | Irlanda                                                                    | Amichevole                                                                 | Harry Maguire Jadon Sancho Dominic Calvert-Lewin                                                     | Cap: H. Maguire                                                            |
| 17-11-2020                                                                 | Lovanio                                                                    | Belgio                                                                     | 2 – 0                                                                      | Inghilterra                                                                | UEFA Nations League 2020-2021 - 1º turno                                   | - | Cap: H. Kane                                                               |
| 18-11-2020                                                                 | Londra                                                                     | Inghilterra                                                                | 4 – 0                                                                      | Islanda                                                                    | UEFA Nations League 2020-2021 - 1º turno                                   | Declan Rice Mason Mount 2 Phil Foden                                                                 | Cap: H. Kane                                                               |
| 25-3-2021                                                                  | Londra                                                                     | Inghilterra                                                                | 5 – 0                                                                      | San Marino                                                                 | Qual. Mondiali 2022                                                        | James Ward-Prowse 2 Dominic Calvert-Lewin Raheem Sterling Ollie Watkins                              | Cap: R. Sterling                                                           |
| 28-3-2021                                                                  | Tirana                                                                     | Albania                                                                    | 0 – 2                                                                      | Inghilterra                                                                | Qual. Mondiali 2022                                                        | Harry Kane Mason Mount                                                                               | Cap: H. Kane                                                               |
| 31-3-2021                                                                  | Londra                                                                     | Inghilterra                                                                | 2 – 1                                                                      | Polonia                                                                    | Qual. Mondiali 2022                                                        | Harry Kane Harry Maguire                                                                             | Cap: H. Kane                                                               |
| 2-6-2021                                                                   | Middlesbrough                                                              | Inghilterra                                                                | 1 – 0                                                                      | Austria                                                                    | Amichevole                                                                 | Bukayo Saka                                                                                          | Cap: H. Kane                                                               |
| 6-6-2021                                                                   | Middlesbrough                                                              | Inghilterra                                                                | 1 – 0                                                                      | Romania                                                                    | Amichevole                                                                 | Marcus Rashford                                                                                      | Cap: M. Rashford                                                           |
| 13-6-2021                                                                  | Londra                                                                     | Inghilterra                                                                | 1 – 0                                                                      | Croazia                                                                    | Euro 2020 - 1º turno                                                       | Raheem Sterling                                                                                      | Cap: H. Kane                                                               |
| 18-6-2021                                                                  | Londra                                                                     | Inghilterra                                                                | 0 – 0                                                                      | Scozia                                                                     | Euro 2020 - 1º turno                                                       | - | Cap: H. Kane                                                               |
| 22-6-2021                                                                  | Londra                                                                     | Rep. Ceca                                                                  | 0 – 1                                                                      | Inghilterra                                                                | Euro 2020 - 1º turno                                                       | Raheem Sterling                                                                                      | Cap: H. Kane                                                               |
| 29-6-2021                                                                  | Londra                                                                     | Inghilterra                                                                | 2 – 0                                                                      | Germania                                                                   | Euro 2020 - Ottavi di finale                                               | Raheem Sterling Harry Kane                                                                           | Cap: H. Kane                                                               |
| 3-7-2021                                                                   | Roma                                                                       | Ucraina                                                                    | 0 – 4                                                                      | Inghilterra                                                                | Euro 2020 - Quarti di finale                                               | 2 Harry Kane Harry Maguire Jordan Henderson                                                          | Cap: H. Kane                                                               |
| 7-7-2021                                                                   | Londra                                                                     | Inghilterra                                                                | 2 – 1 dts                                                                  | Danimarca                                                                  | Euro 2020 - Semifinale                                                     | autorete Harry Kane                                                                                  | Cap: H. Kane                                                               |
| 11-7-2021                                                                  | Londra                                                                     | Italia                                                                     | 1 – 1 dts (3 – 2 dtr)                                                      | Inghilterra                                                                | Euro 2020 - Finale                                                         | Luke Shaw                                                                                            | Cap: H. Kane                                                               |
| 2-9-2021                                                                   | Budapest                                                                   | Ungheria                                                                   | 0 – 4                                                                      | Inghilterra                                                                | Qual. Mondiali 2022                                                        | Raheem Sterling Harry Kane Harry Maguire Declan Rice                                                 | Cap: H. Kane                                                               |
| 5-9-2021                                                                   | Londra                                                                     | Inghilterra                                                                | 4 – 0                                                                      | Andorra                                                                    | Qual. Mondiali 2022                                                        | 2 Jesse Lingard Harry Kane (rig.) Bukayo Saka                                                        | Cap: H. Kane                                                               |
| 8-9-2021                                                                   | Varsavia                                                                   | Polonia                                                                    | 1 – 1                                                                      | Inghilterra                                                                | Qual. Mondiali 2022                                                        | Harry Kane                                                                                           | Cap: H. Kane                                                               |
| 9-10-2021                                                                  | Andorra la Vella                                                           | Andorra                                                                    | 0 – 5                                                                      | Inghilterra                                                                | Qual. Mondiali 2022                                                        | Ben Chilwell Bukayo Saka Tammy Abraham James Ward-Prowse Jack Grealish                               | Cap: K. Trippier                                                           |
| 12-10-2021                                                                 | Londra                                                                     | Inghilterra                                                                | 1 – 1                                                                      | Ungheria                                                                   | Qual. Mondiali 2022                                                        | John Stones                                                                                          | Cap: H. Kane                                                               |
| 12-11-2021                                                                 | Londra                                                                     | Inghilterra                                                                | 5 – 0                                                                      | Albania                                                                    | Qual. Mondiali 2022                                                        | Harry Maguire 3 Harry Kane Jordan Henderson                                                          | Cap: H. Kane                                                               |
| 15-11-2021                                                                 | Serravalle                                                                 | San Marino                                                                 | 0 – 10                                                                     | Inghilterra                                                                | Qual. Mondiali 2022                                                        | Harry Maguire autorete 4 Harry Kane 2 (rig.) Emile Smith Rowe Tyrone Mings Tammy Abraham Bukayo Saka | Cap: H. Kane                                                               |
| 26-3-2022                                                                  | Londra                                                                     | Inghilterra                                                                | 2 – 1                                                                      | Svizzera                                                                   | Amichevole                                                                 | Luke Shaw Harry Kane (rig.)                                                                          | Cap: H. Kane                                                               |
| 29-3-2022                                                                  | Londra                                                                     | Inghilterra                                                                | 3 – 0                                                                      | Costa d'Avorio                                                             | Amichevole                                                                 | Ollie Watkins Raheem Sterling Tyrone Mings                                                           | Cap: R. Sterling                                                           |
| 4-6-2022                                                                   | Budapest                                                                   | Ungheria                                                                   | 1 – 0                                                                      | Inghilterra                                                                | UEFA Nations League 2022-2023 - 1º turno                                   | - | Cap: H. Kane                                                               |
| 7-6-2022                                                                   | Monaco di Baviera                                                          | Germania                                                                   | 1 – 1                                                                      | Inghilterra                                                                | UEFA Nations League 2022-2023 - 1º turno                                   | Harry Kane (rig.)                                                                                    | Cap: H. Kane                                                               |
| 11-6-2022                                                                  | Wolverhampton                                                              | Inghilterra                                                                | 0 – 0                                                                      | Italia                                                                     | UEFA Nations League 2022-2023 - 1º turno                                   | - | Cap: R. Sterling                                                           |
| 14-6-2022                                                                  | Wolverhampton                                                              | Inghilterra                                                                | 0 – 4                                                                      | Ungheria                                                                   | UEFA Nations League 2022-2023 - 1º turno                                   | - | Cap: H. Kane                                                               |
| 23-9-2022                                                                  | Milano                                                                     | Italia                                                                     | 1 – 0                                                                      | Inghilterra                                                                | UEFA Nations League 2022-2023 - 1º turno                                   | - | Cap: H. Kane                                                               |
| 26-9-2022                                                                  | Londra                                                                     | Inghilterra                                                                | 3 – 3                                                                      | Germania                                                                   | UEFA Nations League 2022-2023 - 1º turno                                   | Luke Shaw Mason Mount Harry Kane (rig.)                                                              | Cap: H. Kane                                                               |
| 21-11-2022                                                                 | Doha                                                                       | Inghilterra                                                                | 6 – 2                                                                      | Iran                                                                       | Mondiali 2022 - 1º turno                                                   | Jude Bellingham 2 Bukayo Saka Raheem Sterling Marcus Rashford Jack Grealish                          | Cap: H. Kane                                                               |
| 25-11-2022                                                                 | Al Khor                                                                    | Inghilterra                                                                | 0 – 0                                                                      | Stati Uniti                                                                | Mondiali 2022 - 1º turno                                                   | - | Cap: H. Kane                                                               |
| 29-11-2022                                                                 | Al Rayyan                                                                  | Galles                                                                     | 0 – 3                                                                      | Inghilterra                                                                | Mondiali 2022 - 1º turno                                                   | 2 Marcus Rashford Phil Foden                                                                         | Cap: H. Kane                                                               |
| 4-12-2022                                                                  | Al Khor                                                                    | Inghilterra                                                                | 3 – 0                                                                      | Senegal                                                                    | Mondiali 2022 - Ottavi di finale                                           | Jordan Henderson Harry Kane Bukayo Saka                                                              | Cap: H. Kane                                                               |
| 10-12-2022                                                                 | Al Khor                                                                    | Inghilterra                                                                | 1 – 2                                                                      | Francia                                                                    | Mondiali 2022 - Quarti di finale                                           | Harry Kane (rig.)                                                                                    | Cap: H. Kane                                                               |
| 23-3-2023                                                                  | Napoli                                                                     | Italia                                                                     | 1 – 2                                                                      | Inghilterra                                                                | Qual. Euro 2024                                                            | Declan Rice Harry Kane (rig.)                                                                        | Cap: H. Kane                                                               |
| 26-3-2023                                                                  | Londra                                                                     | Inghilterra                                                                | 2 – 0                                                                      | Ucraina                                                                    | Qual. Euro 2024                                                            | Harry Kane Bukayo Saka                                                                               | Cap: H. Kane                                                               |
| 16-6-2023                                                                  | Ta' Qali                                                                   | Malta                                                                      | 0 – 4                                                                      | Inghilterra                                                                | Qual. Euro 2024                                                            | Ferdinando Apap Trent Alexander-Arnold Harry Kane Callum Wilson                                      | Cap: H. Kane                                                               |
| 19-6-2023                                                                  | Manchester                                                                 | Inghilterra                                                                | 7 – 0                                                                      | Macedonia del Nord                                                         | Qual. Euro 2024                                                            | 2 Harry Kane (1 rig.) 3 Bukayo Saka Marcus Rashford Kalvin Phillips                                  | Cap: H. Kane                                                               |
| 9-9-2023                                                                   | Breslavia                                                                  | Ucraina                                                                    | 1 – 1                                                                      | Inghilterra                                                                | Qual. Euro 2024                                                            | Kyle Walker                                                                                          | Cap: H. Kane                                                               |
| 12-9-2023                                                                  | Glasgow                                                                    | Scozia                                                                     | 1 – 3                                                                      | Inghilterra                                                                | Amichevole                                                                 | Phil Foden Jude Bellingham Harry Kane                                                                | Cap: H. Kane                                                               |
| 13-10-2023                                                                 | Londra                                                                     | Inghilterra                                                                | 1 – 0                                                                      | Australia                                                                  | Amichevole                                                                 | Ollie Watkins                                                                                        | Cap: H. Kane                                                               |
| 17-10-2023                                                                 | Londra                                                                     | Inghilterra                                                                | 3 – 1                                                                      | Italia                                                                     | Qual. Euro 2024                                                            | 2 Harry Kane (1 rig.) Marcus Rashford                                                                | Cap: H. Kane                                                               |
| 17-11-2023                                                                 | Londra                                                                     | Inghilterra                                                                | 2 – 0                                                                      | Malta                                                                      | Qual. Euro 2024                                                            | autorete Harry Kane                                                                                  | Cap: H. Kane                                                               |
| 20-11-2023                                                                 | Skopje                                                                     | Macedonia del Nord                                                         | 1 – 1                                                                      | Inghilterra                                                                | Qual. Euro 2024                                                            | autorete                                                                                             | Cap: K. Walker                                                             |
| 23-3-2024                                                                  | Londra                                                                     | Inghilterra                                                                | 0 – 1                                                                      | Brasile                                                                    | Amichevole                                                                 | - | Cap: H. Maguire                                                            |
| 26-3-2024                                                                  | Londra                                                                     | Inghilterra                                                                | 2 – 2                                                                      | Belgio                                                                     | Amichevole                                                                 | Ivan Toney (rig.) Jude Bellingham                                                                    | Cap: D. Rice                                                               |
| 4-6-2024                                                                   | Newcastle upon Tyne                                                        | Inghilterra                                                                | 3 – 0                                                                      | Bosnia ed Erzegovina                                                       | Amichevole                                                                 | Cole Palmer (rig.) Trent Alexander-Arnold Harry Kane                                                 | Cap: K. Trippier                                                           |
| 7-6-2024                                                                   | Londra                                                                     | Inghilterra                                                                | 0 – 1                                                                      | Islanda                                                                    | Amichevole                                                                 | - | Cap: H. Kane                                                               |
| 16-6-2024                                                                  | Gelsenkirchen                                                              | Serbia                                                                     | 0 – 1                                                                      | Inghilterra                                                                | Euro 2024 - 1º turno                                                       | Jude Bellingham                                                                                      | Cap: H. Kane                                                               |
| 20-6-2024                                                                  | Francoforte sul Meno                                                       | Danimarca                                                                  | 1 – 1                                                                      | Inghilterra                                                                | Euro 2024 - 1º turno                                                       | Harry Kane                                                                                           | Cap: H. Kane                                                               |
| 25-6-2024                                                                  | Colonia                                                                    | Inghilterra                                                                | 0 – 0                                                                      | Slovenia                                                                   | Euro 2024 - 1º turno                                                       | - | Cap: H. Kane                                                               |
| 30-6-2024                                                                  | Gelsenkirchen                                                              | Inghilterra                                                                | 2 – 1 dts                                                                  | Slovacchia                                                                 | Euro 2024 - Ottavi di finale                                               | Jude Bellingham Harry Kane                                                                           | Cap: H. Kane                                                               |
| 6-7-2024                                                                   | Düsseldorf                                                                 | Inghilterra                                                                | 1 – 1 dts (5 – 3 dtr)                                                      | Svizzera                                                                   | Euro 2024 - Quarti di finale                                               | Bukayo Saka                                                                                          | Cap: H. Kane                                                               |
| 10-7-2024                                                                  | Dortmund                                                                   | Paesi Bassi                                                                | 1 – 2                                                                      | Inghilterra                                                                | Euro 2024 - Semifinale                                                     | Harry Kane (rig.) Ollie Watkins                                                                      | Cap: H. Kane                                                               |
| 14-7-2024                                                                  | Berlino                                                                    | Spagna                                                                     | 2 – 1                                                                      | Inghilterra                                                                | Euro 2024 - Finale                                                         | Cole Palmer                                                                                          | Cap: H. Kane                                                               |
| Totale                                                                     |                                                                            | Presenze                                                                   | 102                                                                        |                                                                            | Reti                                                                       | 213                                                                                                  |                                                                            |

## Palmarès

### Giocatore

#### Club
- Full Members Cup: 1

Crystal Palace: 1990-1991
- Campionato inglese di seconda divisione: 1

Crystal Palace: 1993-1994
- Coppa di Lega inglese: 2

Aston Villa: 1995-1996
Middlesbrough: 2003-2004

### Allenatore

#### Nazionale
- Torneo di Tolone: 1

Inghilterra Under-23: 2016